# Jenő Dalnoki
Jenő Dalnoki (født 12. december 1932 i Budapest, død 4. februar 2006 smst.) var en ungarsk fodboldspiller (forsvarer) og -træner og olympisk guldvinder med Ungarns landshold.

## Karriere

### Aktiv klubkarriere
Dalnoki spillede på klubplan hele sin karriere for Ferencvaros i hjemlandet. Han var med til at blive ungarsk mester i 1963 og 1964, vinde pokalturneringen i 1958 og Inter-Cities Fairs Cup i 1965.

### Landshold
Han spillede mellem 1952 og 1961 14 kampe for det ungarske landshold. Han var med på holdet ved OL i 1952 i Helsinki, og her spillede han kun med i kampen i kvalifikationsrunden, hvor Ungarn vandt 2-1 over Rumænien. Holdet fortsatte med sejre over Italien, Tyrkiet og i semifinalen over Sverige med 6-0. I finalen blev det til en 2-1-sejr over Jugoslavien, og Ungarn fik dermed guld.
De følgende år, hvor Ungarn var en stormagt i fodboldens verden, fik Dalnoki kun få kampe, inden han var med på holdet til OL i 1960 i Rom. Her spillede han alle holdets kampe, der begyndte med tre sikre sejre i gruppespillet og dermed deltagelse i semifinalen. Her var holdet storfavoritter mod Danmark, men blev besejret med 0-2; Danmark tabte derpå finalen mod Jugoslavien, mens Ungarn i bronzekampen mod Italien vandt med 2-1 og dermed fik bronze.

### Trænerkarriere
Efter sit karrierestop var Dalnoki træner for, størstedelen af tiden for sin gamle klub, Ferencvaros. Her stod han bag det ungarske mesterskab i 1973, tre pokalsejre samt europacuppen for pokalvindere i 1975. Han var desuden i en periode assistenttræner på det ungarske landshold og træner for U/21-holdet.
Efter hans død blev der oprettet et ungdomsakademi i Budapest opkaldt efter Dalnoki.